# والنتین براتوئف
والنتین براتوئف (بلغاری: Валентин Братоев؛ زادهٔ ۲۱ اکتبر ۱۹۸۷) یک بازیکن والیبال اهل بلغارستان است.
والنتین در حال حاضر عضو تیم ملی والیبال بلغارستان و باشگاه آژاکسیو فرانسه است. وی با تیم ملی بلغارستان مدال برنز قهرمانی اروپا ۲۰۰۹ را تجربه کرد.